# Ese Marija Kleveland
Ese Marija Kleveland (Åse Maria Kleveland), švedsko-norveška pevka in političarka, * 18. marec 1949, Stockholm, Švedska.
Ese Marija je ljudska pevka na Norveškem. Od leta 1990-1996 je bila dodeljena s strani ministrstva za kulturo, za predstavljanje vlade pod upravo Gro Harlem Brundtland. Bila je tudi predsednica Švedskega filmskega inštituta med letoma 2000 do 2006. Junija leta 2007 je postala vodja Human-etisk Forbund združenja Norveške humanistične organizacije.
Rojena je bila na Švedskem, leta 1956 pa se je preselila na Norveško. Poročena je s filmskim režiserjem Oddvarjem Bull Tuhusom. Ese Marija govori 5 jezikov: Norveščino, Švedščino, Angleščino, Francoščino in Japonščino. Študirala je tudi pravo.

## Glasbena kariera
Kot pevka je poznana po zelo temnem soul glasu. Poleg petja zna igrati tudi na kitaro in tudi sama piše pesmi. Poleg samostojne kariere je bila tudi članica vispop skupine Ballade!.
Začela je z igranjem klasične kitare pri osmih letih in dve leti kasneje debitirala v radijski oddaji. Prvič je pela na showu Erika Byea pri 13ih letih. Prvi samostojni album pa je izdala pri 15ih letih. Bila je ena izmed prvih, ki so ustvarjali vispop glasbo, mešanico narodne glasbe in pop glasbe. Veliko je nastopala tudi v Parizu, še kot sredješolka. Pri 17ih letih je imela turnejo po Japonski, kjer je tudi izdala 4 singel plošče.
Leta 1966 je zastopala Norveško na izboru Evrovizije z naslovom Intet er nytt under solen (Nič novega pod soncem), kjer se je uvrstila na tretje mesto.
Leta 1986 je gostila izbor Evrovizije na Norveškem v mestu Bergen po zmagi skupine Babbysocks leta  1985.
Od leta 1979 do 1987 je bila voditeljica združenja glasbenikov na Norveškem.